# Championnat d'Europe de football 1996
Navigation
Suède 1992 Belgique - Pays-Bas 2000
Le Championnat d'Europe de football 1996 est la 10e édition du Championnat d'Europe de football qui se tient tous les quatre ans et est organisé par l'UEFA.
Le tournoi final, organisé par l'Angleterre entre le 8 juin et le 30 juin 1996, est le premier à réunir 16 équipes. Toutes les équipes, à l'exception de l'Angleterre (pays organisateur), ont dû disputer la phase préliminaire afin de se qualifier pour la phase finale.
La compétition est remportée par l'Allemagne qui obtient son troisième titre européen. Le finaliste est l'équipe de la jeune Tchéquie qui réalise ainsi une excellente performance pour sa première participation à une compétition internationale. Les Allemands ont éliminé en demi-finale le pays organisateur, l'Angleterre, qui atteignait pour la seconde fois le dernier carré européen, après la troisième place obtenue en 1968. Les Tchèques ont éliminé au même stade l'équipe de France, qui retrouvait un certain succès pour la première fois depuis la retraite de la génération de la « bande à Platini » après la demi-finale du mondial 1986. On retrouve dans cette équipe de nombreux joueurs (Fabien Barthez, Lilian Thuram, Zinédine Zidane, Didier Deschamps, Laurent Blanc, Christophe Dugarry, Bixente Lizarazu, Youri Djorkaeff) qui seront sacrés champions du monde deux ans plus tard. Quant au Danemark, tenant du titre, il est éliminé au premier tour.

## Présentation

### Stades
| \| Birmingham Liverpool Londres Manchester Sheffield Newcastle Leeds Nottingham \| Sites du Championnat d'Europe 1996 |
| Birmingham Liverpool Londres Manchester Sheffield Newcastle Leeds Nottingham                                          |

| Stade            | Ville      | Capacité           |
| ---------------- | ---------- | ------------------ |
| Stade de Wembley | Londres    | 80 000 spectateurs |
| Elland Road      | Leeds      | 43 000 spectateurs |
| Old Trafford     | Manchester | 58 000 spectateurs |
| Hillsborough     | Sheffield  | 41 000 spectateurs |
| Anfield          | Liverpool  | 40 000 spectateurs |
| Villa Park       | Birmingham | 40 000 spectateurs |
| St James' Park   | Newcastle  | 32 000 spectateurs |
| City Ground      | Nottingham | 28 000 spectateurs |

### Arbitres

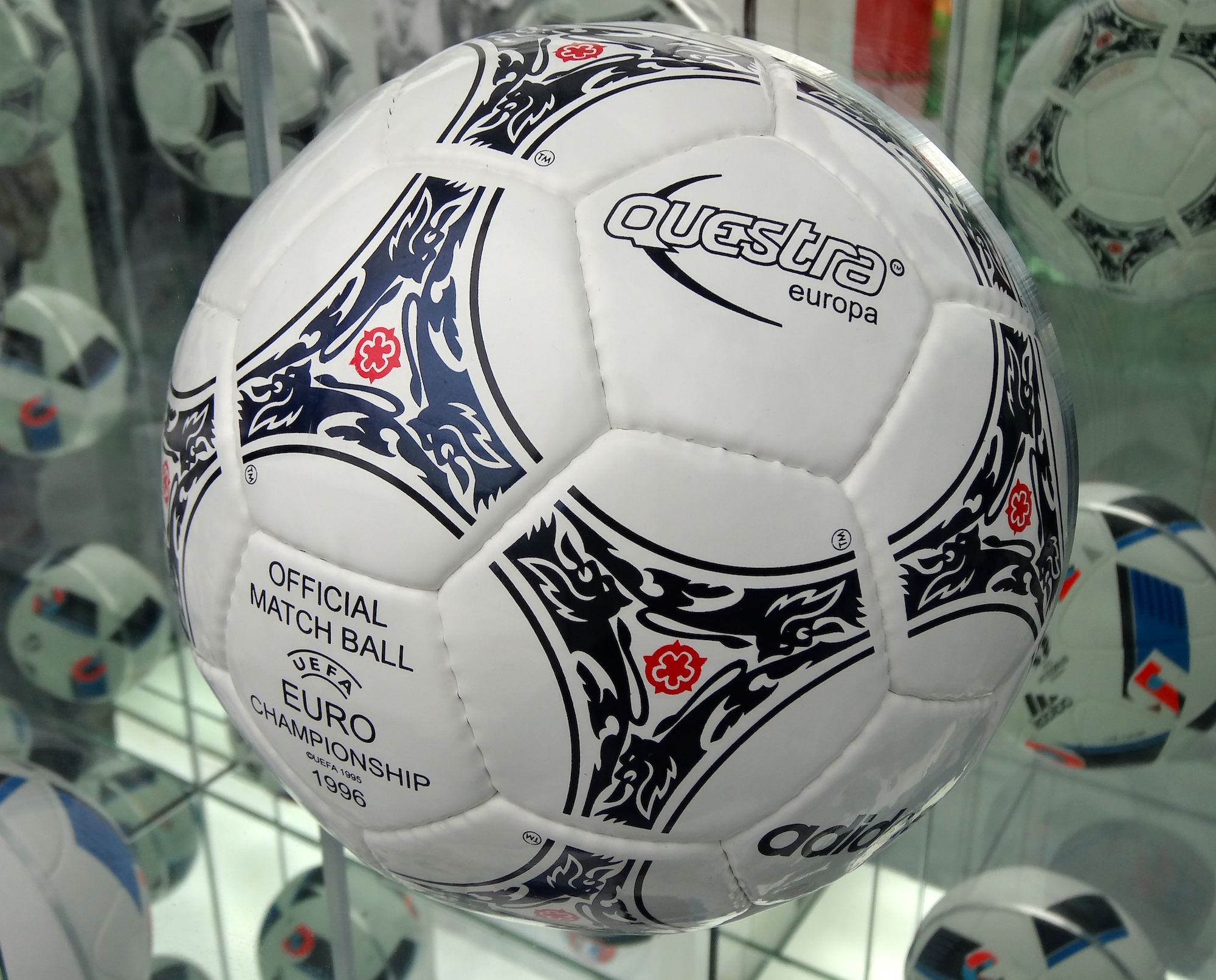
Le ballon de l'Euro 1996.

Douze arbitres, chacun accompagné de deux assistants, ainsi que huit quatrièmes arbitres, ont été sélectionnés pour officier lors de cet Euro.
Arbitres officiels
- Allemagne : Bernd Heynemann, Hellmut Krug
- Angleterre : David Elleray, Dermot Gallagher
- Autriche : Gerd Grabher
- Belgique : Guy Goethals
- Biélorussie : Vadim Zhuk
- Bulgarie : Atanas Uzunov
- Danemark : Peter Mikkelsen, Kim Milton Nielsen
- Écosse : Leslie Mottram
- Espagne : Antonio López Nieto, Manuel Díaz Vega
- France : Marc Batta
- Hongrie : Sándor Puhl
- Italie : Piero Ceccarini, Pierluigi Pairetto
- Pays-Bas : Mario van der Ende
- Tchéquie : Václav Krondl
- Russie : Nikolai Levnikov
- Suède : Anders Frisk, Leif Sundell
- Suisse : Serge Muhmenthaler
- Turquie : Ahmet Çakar

### Participants
Les seize équipes qualifiées sont réparties en quatre groupes de quatre, de la façon suivante :
| Groupe A Pays-Bas Angleterre Écosse Suisse | Groupe B Espagne Bulgarie France Roumanie | Groupe C Italie Allemagne Tchéquie Russie | Groupe D Danemark Portugal Croatie Turquie |

## Premier tour

### Groupe A
Les hôtes anglais terminent en tête de leur groupe après avoir partagé les points avec la Suisse (1-1) puis battu l'Écosse (2-0) et les Pays-Bas (4-1). Ces derniers, après une victoire contre la Suisse (2-0) puis un match nul face à l'Écosse (0-0), ont frisé l'élimination lors de la dernière journée en s'inclinant lourdement (1-4) contre l'Angleterre, tandis que les Écossais s'imposaient 1-0 face à la Suisse. Les Pays-Bas et l'Écosse se retrouvent alors à égalité de points et en confrontation directe, ainsi qu'à égalité de différence de buts : les Néerlandais obtiennent la deuxième place qualificative grâce à une meilleure attaque.
| Groupe A |            |     |   |   |   |   |    |    |      |
|          | Équipe     | Pts | J | G | N | P | BP | BC | Diff |
| 1        | Angleterre | 7   | 3 | 2 | 1 | 0 | 7  | 2  | +5   |
| 2        | Pays-Bas   | 4   | 3 | 1 | 1 | 1 | 3  | 4  | -1   |
| 3        | Écosse     | 4   | 3 | 1 | 1 | 1 | 1  | 2  | -1   |
| 4        | Suisse     | 1   | 3 | 0 | 1 | 2 | 1  | 4  | -3   |

| 8 juin  | Angleterre | 1 | 1 | Suisse     |
| 10 juin | Pays-Bas   | 0 | 0 | Écosse     |
| 13 juin | Suisse     | 0 | 2 | Pays-Bas   |
| 15 juin | Écosse     | 0 | 2 | Angleterre |
| 18 juin | Écosse     | 1 | 0 | Suisse     |
| 18 juin | Pays-Bas   | 1 | 4 | Angleterre |

#### 1rejournée
| 8 juin 1996                       | Angleterre  | 1 - 1 | Suisse                | Stade de Wembley, Londres                         |                                                   |
| 15:00 · Historique des rencontres | Shearer 23e |       | Türkyilmaz 84e (pen.) | Spectateurs : 76 567 Arbitrage : Manuel Díaz Vega | Spectateurs : 76 567 Arbitrage : Manuel Díaz Vega |
| 15:00 · Historique des rencontres | (Rapport)   |       |                       | Spectateurs : 76 567 Arbitrage : Manuel Díaz Vega | Spectateurs : 76 567 Arbitrage : Manuel Díaz Vega |

| 10 juin 1996                      | Pays-Bas  | 0 - 0 | Écosse | Villa Park, Birmingham                        |                                               |
| 16:30 · Historique des rencontres |           |       |        | Spectateurs : 34 363 Arbitrage : Leif Sundell | Spectateurs : 34 363 Arbitrage : Leif Sundell |
| 16:30 · Historique des rencontres | (Rapport) |       |        | Spectateurs : 34 363 Arbitrage : Leif Sundell | Spectateurs : 34 363 Arbitrage : Leif Sundell |

#### 2ejournée
| 13 juin 1996                      | Suisse    | 0 - 2 | Pays-Bas                  | Villa Park, Birmingham                         |                                                |
| 19:30 · Historique des rencontres |           |       | Cruyff 66e · Bergkamp 79e | Spectateurs : 36 800 Arbitrage : Atanas Uzunov | Spectateurs : 36 800 Arbitrage : Atanas Uzunov |
| 19:30 · Historique des rencontres | (Rapport) |       |                           | Spectateurs : 36 800 Arbitrage : Atanas Uzunov | Spectateurs : 36 800 Arbitrage : Atanas Uzunov |

| 15 juin 1996                      | Écosse    | 0 - 2 | Angleterre                  | Stade de Wembley, Londres                           |                                                     |
| 15:00 · Historique des rencontres |           |       | Shearer 53e · Gascoigne 79e | Spectateurs : 76 864 Arbitrage : Pierluigi Pairetto | Spectateurs : 76 864 Arbitrage : Pierluigi Pairetto |
| 15:00 · Historique des rencontres | (Rapport) |       |                             | Spectateurs : 76 864 Arbitrage : Pierluigi Pairetto | Spectateurs : 76 864 Arbitrage : Pierluigi Pairetto |

#### 3ejournée
| 18 juin 1996                      | Écosse      | 1 - 0 | Suisse | Villa Park, Birmingham                         |                                                |
| 19:30 · Historique des rencontres | McCoist 36e |       |        | Spectateurs : 34 946 Arbitrage : Václav Krondl | Spectateurs : 34 946 Arbitrage : Václav Krondl |
| 19:30 · Historique des rencontres | (Rapport)   |       |        | Spectateurs : 34 946 Arbitrage : Václav Krondl | Spectateurs : 34 946 Arbitrage : Václav Krondl |

| 18 juin 1996                      | Pays-Bas     | 1 - 4 | Angleterre                                    | Stade de Wembley, Londres                     |                                               |
| 19:30 · Historique des rencontres | Kluivert 78e |       | Shearer 23e (pen.), 57e · Sheringham 51e, 62e | Spectateurs : 76 798 Arbitrage : Gerd Grabher | Spectateurs : 76 798 Arbitrage : Gerd Grabher |
| 19:30 · Historique des rencontres | (Rapport)    |       |                                               | Spectateurs : 76 798 Arbitrage : Gerd Grabher | Spectateurs : 76 798 Arbitrage : Gerd Grabher |

### Groupe B
La France réussit son retour sur la scène internationale en battant la Roumanie (1-0), en faisant match nul face à l'Espagne (1-1) et en battant la Bulgarie (3-1). La Bulgarie, demi-finaliste de la coupe du monde 1994, n'est pas aussi performante, elle réussit néanmoins à battre la Roumanie (1-0). La France et l'Espagne, les deux favoris du groupe, se qualifient.
| Groupe B |          |     |   |   |   |   |    |    |      |
|          | Équipe   | Pts | J | G | N | P | BP | BC | Diff |
| 1        | France   | 7   | 3 | 2 | 1 | 0 | 5  | 2  | +3   |
| 2        | Espagne  | 5   | 3 | 1 | 2 | 0 | 4  | 3  | +1   |
| 3        | Bulgarie | 4   | 3 | 1 | 1 | 1 | 3  | 4  | -1   |
| 4        | Roumanie | 0   | 3 | 0 | 0 | 3 | 1  | 4  | -3   |

| 9 juin  | Espagne  | 1 | 1 | Bulgarie |
| 10 juin | Roumanie | 0 | 1 | France   |
| 13 juin | Bulgarie | 1 | 0 | Roumanie |
| 15 juin | France   | 1 | 1 | Espagne  |
| 18 juin | France   | 3 | 1 | Bulgarie |
| 18 juin | Roumanie | 1 | 2 | Espagne  |

#### 1rejournée
| 9 juin 1996                       | Espagne     | 1 - 1 | Bulgarie             | Elland Road, Leeds                               |                                                  |
| 14:30 · Historique des rencontres | Alfonso 74e |       | Stoichkov 65e (pen.) | Spectateurs : 24 006 Arbitrage : Piero Ceccarini | Spectateurs : 24 006 Arbitrage : Piero Ceccarini |
| 14:30 · Historique des rencontres | (Rapport)   |       |                      | Spectateurs : 24 006 Arbitrage : Piero Ceccarini | Spectateurs : 24 006 Arbitrage : Piero Ceccarini |

| 10 juin 1996                      | Roumanie  | 0 - 1 | France      | St James' Park, Newcastle                     |                                               |
| 19:30 · Historique des rencontres |           |       | Dugarry 25e | Spectateurs : 26 323 Arbitrage : Hellmut Krug | Spectateurs : 26 323 Arbitrage : Hellmut Krug |
| 19:30 · Historique des rencontres | (Rapport) |       |             | Spectateurs : 26 323 Arbitrage : Hellmut Krug | Spectateurs : 26 323 Arbitrage : Hellmut Krug |

#### 2ejournée
| 13 juin 1996                      | Bulgarie     | 1 - 0 | Roumanie | St James' Park, Newcastle                        |                                                  |
| 16:30 · Historique des rencontres | Stoichkov 3e |       |          | Spectateurs : 19 107 Arbitrage : Peter Mikkelsen | Spectateurs : 19 107 Arbitrage : Peter Mikkelsen |
| 16:30 · Historique des rencontres | (Rapport)    |       |          | Spectateurs : 19 107 Arbitrage : Peter Mikkelsen | Spectateurs : 19 107 Arbitrage : Peter Mikkelsen |

| 15 juin 1996                      | France        | 1 - 1 | Espagne      | Elland Road, Leeds                          |                                             |
| 18:00 · Historique des rencontres | Djorkaeff 49e |       | Caminero 86e | Spectateurs : 35 626 Arbitrage : Vadim Zhuk | Spectateurs : 35 626 Arbitrage : Vadim Zhuk |
| 18:00 · Historique des rencontres | (Rapport)     |       |              | Spectateurs : 35 626 Arbitrage : Vadim Zhuk | Spectateurs : 35 626 Arbitrage : Vadim Zhuk |

#### 3ejournée
| 18 juin 1996                      | France                                 | 3 - 1 | Bulgarie      | St James' Park, Newcastle                                          |                                                                    |
| 16:30 · Historique des rencontres | Blanc 21e · Penev 63e (csc) · Loko 90e |       | Stoichkov 69e | Spectateurs : 26 976 Arbitrage : Dermot Gallagher puis Paul Durkin | Spectateurs : 26 976 Arbitrage : Dermot Gallagher puis Paul Durkin |
| 16:30 · Historique des rencontres | (Rapport)                              |       |               | Spectateurs : 26 976 Arbitrage : Dermot Gallagher puis Paul Durkin | Spectateurs : 26 976 Arbitrage : Dermot Gallagher puis Paul Durkin |

| 18 juin 1996                      | Roumanie      | 1 - 2 | Espagne                 | Elland Road, Leeds                           |                                              |
| 16:30 · Historique des rencontres | Răducioiu 29e |       | Manjarín 11e · Amor 84e | Spectateurs : 32 719 Arbitrage : Ahmet Çakar | Spectateurs : 32 719 Arbitrage : Ahmet Çakar |
| 16:30 · Historique des rencontres | (Rapport)     |       |                         | Spectateurs : 32 719 Arbitrage : Ahmet Çakar | Spectateurs : 32 719 Arbitrage : Ahmet Çakar |

### Groupe C
Les Allemands se qualifient avec brio en battant la Tchéquie (2-0) et la Russie (3-0) et en concédant le nul face à l'Italie. Cette dernière, qui était donnée favorite avec l'Allemagne, commence bien la compétition en battant la Russie (2-1), mais est finalement devancée pour la deuxième place qualificative par les Tchèques qui remportent le match les opposant lors de la deuxième journée (2-1).
| Groupe C |           |     |   |   |   |   |    |    |      |
|          | Équipe    | Pts | J | G | N | P | BP | BC | Diff |
| 1        | Allemagne | 7   | 3 | 2 | 1 | 0 | 5  | 0  | +5   |
| 2        | Tchéquie  | 4   | 3 | 1 | 1 | 1 | 5  | 6  | -1   |
| 3        | Italie    | 4   | 3 | 1 | 1 | 1 | 3  | 3  | 0    |
| 4        | Russie    | 1   | 3 | 0 | 1 | 2 | 4  | 8  | -4   |

| 9 juin  | Allemagne | 2 | 0 | Tchéquie  |
| 11 juin | Italie    | 2 | 1 | Russie    |
| 14 juin | Tchéquie  | 2 | 1 | Italie    |
| 16 juin | Russie    | 0 | 3 | Allemagne |
| 19 juin | Russie    | 3 | 3 | Tchéquie  |
| 19 juin | Italie    | 0 | 0 | Allemagne |

#### 1rejournée
| 9 juin 1996                       | Allemagne              | 2 - 0 | Tchéquie | Old Trafford, Manchester                       |                                                |
| 17:00 · Historique des rencontres | Ziege 26e · Möller 32e |       |          | Spectateurs : 37 300 Arbitrage : David Elleray | Spectateurs : 37 300 Arbitrage : David Elleray |
| 17:00 · Historique des rencontres | (Rapport)              |       |          | Spectateurs : 37 300 Arbitrage : David Elleray | Spectateurs : 37 300 Arbitrage : David Elleray |

| 11 juin 1996                      | Italie            | 2 - 1 | Russie        | Anfield, Liverpool                              |                                                 |
| 16:30 · Historique des rencontres | Casiraghi 5e, 52e |       | Tsymbalar 21e | Spectateurs : 35 120 Arbitrage : Leslie Mottram | Spectateurs : 35 120 Arbitrage : Leslie Mottram |
| 16:30 · Historique des rencontres | (Rapport)         |       |               | Spectateurs : 35 120 Arbitrage : Leslie Mottram | Spectateurs : 35 120 Arbitrage : Leslie Mottram |

#### 2ejournée
| 14 juin 1996                      | Tchéquie              | 2 - 1 | Italie     | Anfield, Liverpool                                   |                                                      |
| 19:30 · Historique des rencontres | Nedvěd 4e · Bejbl 35e |       | Chiesa 18e | Spectateurs : 37 320 Arbitrage : Antonio López Nieto | Spectateurs : 37 320 Arbitrage : Antonio López Nieto |
| 19:30 · Historique des rencontres | (Rapport)             |       |            | Spectateurs : 37 320 Arbitrage : Antonio López Nieto | Spectateurs : 37 320 Arbitrage : Antonio López Nieto |

| 16 juin 1996                      | Russie    | 0 - 3 | Allemagne                       | Old Trafford, Manchester                            |                                                     |
| 15:00 · Historique des rencontres |           |       | Sammer 56e · Klinsmann 77e, 90e | Spectateurs : 50 760 Arbitrage : Kim Milton Nielsen | Spectateurs : 50 760 Arbitrage : Kim Milton Nielsen |
| 15:00 · Historique des rencontres | (Rapport) |       |                                 | Spectateurs : 50 760 Arbitrage : Kim Milton Nielsen | Spectateurs : 50 760 Arbitrage : Kim Milton Nielsen |

#### 3ejournée
| 19 juin 1996                      | Russie                                         | 3 - 3 | Tchéquie                              | Anfield, Liverpool                            |                                               |
| 19:30 · Historique des rencontres | Mostovoi 49e · Tetradze 54e · Beschastnykh 85e |       | Suchopárek 5e · Kuka 19e · Šmicer 88e | Spectateurs : 21 128 Arbitrage : Anders Frisk | Spectateurs : 21 128 Arbitrage : Anders Frisk |
| 19:30 · Historique des rencontres | (Rapport)                                      |       |                                       | Spectateurs : 21 128 Arbitrage : Anders Frisk | Spectateurs : 21 128 Arbitrage : Anders Frisk |

| 19 juin 1996                      | Italie    | 0 - 0 | Allemagne | Old Trafford, Manchester                      |                                               |
| 19:30 · Historique des rencontres |           |       |           | Spectateurs : 53 740 Arbitrage : Guy Goethals | Spectateurs : 53 740 Arbitrage : Guy Goethals |
| 19:30 · Historique des rencontres | (Rapport) |       |           | Spectateurs : 53 740 Arbitrage : Guy Goethals | Spectateurs : 53 740 Arbitrage : Guy Goethals |

### Groupe D
Les Danois, tenants du titre, abordent la phase finale en position de favoris. Ils font un match nul face au Portugal (1-1), mais perdent face aux Croates (3-0) avant de sauver l'honneur contre la Turquie (3-0). Cela ne suffit pas à les qualifier pour les quarts de finale, car le Portugal et la Croatie terminent le groupe aux deux premières places. Quant à la Turquie, elle n'a pas gagné un seul match et quitte la compétition sans avoir inscrit le moindre but.
| Groupe D |          |     |   |   |   |   |    |    |      |
|          | Équipe   | Pts | J | G | N | P | BP | BC | Diff |
| 1        | Portugal | 7   | 3 | 2 | 1 | 0 | 5  | 1  | +4   |
| 2        | Croatie  | 6   | 3 | 2 | 0 | 1 | 4  | 3  | +1   |
| 3        | Danemark | 4   | 3 | 1 | 1 | 1 | 4  | 4  | 0    |
| 4        | Turquie  | 0   | 3 | 0 | 0 | 3 | 0  | 5  | -5   |

| 9 juin  | Danemark | 1 | 1 | Portugal |
| 11 juin | Turquie  | 0 | 1 | Croatie  |
| 14 juin | Portugal | 1 | 0 | Turquie  |
| 16 juin | Danemark | 0 | 3 | Croatie  |
| 19 juin | Croatie  | 0 | 3 | Portugal |
| 19 juin | Danemark | 3 | 0 | Turquie  |

#### 1rejournée
| 9 juin 1996                       | Danemark       | 1 - 1 | Portugal     | Hillsborough Stadium, Sheffield                     |                                                     |
| 19:30 · Historique des rencontres | B. Laudrup 22e |       | Sá Pinto 53e | Spectateurs : 34 993 Arbitrage : Mario van der Ende | Spectateurs : 34 993 Arbitrage : Mario van der Ende |
| 19:30 · Historique des rencontres | (Rapport)      |       |              | Spectateurs : 34 993 Arbitrage : Mario van der Ende | Spectateurs : 34 993 Arbitrage : Mario van der Ende |

| 11 juin 1996                      | Turquie   | 0 - 1 | Croatie     | City Ground, Nottingham                             |                                                     |
| 19:30 · Historique des rencontres |           |       | Vlaović 86e | Spectateurs : 22 406 Arbitrage : Serge Muhmenthaler | Spectateurs : 22 406 Arbitrage : Serge Muhmenthaler |
| 19:30 · Historique des rencontres | (Rapport) |       |             | Spectateurs : 22 406 Arbitrage : Serge Muhmenthaler | Spectateurs : 22 406 Arbitrage : Serge Muhmenthaler |

#### 2ejournée
| 14 juin 1996                      | Portugal  | 1 - 0 | Turquie | City Ground, Nottingham                      |                                              |
| 16:30 · Historique des rencontres | Couto 66e |       |         | Spectateurs : 22 670 Arbitrage : Sándor Puhl | Spectateurs : 22 670 Arbitrage : Sándor Puhl |
| 16:30 · Historique des rencontres | (Rapport) |       |         | Spectateurs : 22 670 Arbitrage : Sándor Puhl | Spectateurs : 22 670 Arbitrage : Sándor Puhl |

| 16 juin 1996                      | Croatie                           | 3 - 0 | Danemark | Hillsborough Stadium, Sheffield             |                                             |
| 18:00 · Historique des rencontres | Šuker 53e (pen.), 90e · Boban 81e |       |          | Spectateurs : 33 671 Arbitrage : Marc Batta | Spectateurs : 33 671 Arbitrage : Marc Batta |
| 18:00 · Historique des rencontres | (Rapport)                         |       |          | Spectateurs : 33 671 Arbitrage : Marc Batta | Spectateurs : 33 671 Arbitrage : Marc Batta |

#### 3ejournée
| 19 juin 1996                      | Croatie   | 0 - 3 | Portugal                           | City Ground, Nottingham                          |                                                  |
| 16:30 · Historique des rencontres |           |       | Figo 4e · Pinto 33e · Domingos 82e | Spectateurs : 20 484 Arbitrage : Bernd Heynemann | Spectateurs : 20 484 Arbitrage : Bernd Heynemann |
| 16:30 · Historique des rencontres | (Rapport) |       |                                    | Spectateurs : 20 484 Arbitrage : Bernd Heynemann | Spectateurs : 20 484 Arbitrage : Bernd Heynemann |

| 19 juin 1996                      | Turquie   | 0 - 3 | Danemark                          | Hillsborough Stadium, Sheffield                   |                                                   |
| 16:30 · Historique des rencontres |           |       | B. Laudrup 50e, 84e · Nielsen 69e | Spectateurs : 28 951 Arbitrage : Nikolai Levnikov | Spectateurs : 28 951 Arbitrage : Nikolai Levnikov |
| 16:30 · Historique des rencontres | (Rapport) |       |                                   | Spectateurs : 28 951 Arbitrage : Nikolai Levnikov | Spectateurs : 28 951 Arbitrage : Nikolai Levnikov |

## Tableau final
|  | Quarts de finale    | Quarts de finale | Quarts de finale    | Quarts de finale |            |            | Demi-finales     | Demi-finales     | Demi-finales     | Demi-finales     |  |  | Finale           | Finale           | Finale           | Finale           |
|  |                     |                  |                     |                  |            |            |                  |                  |                  |                  |  |  |                  |                  |                  |                  |
|  | 22 juin, Londres    | 22 juin, Londres | 22 juin, Londres    | 22 juin, Londres |            |            | 26 juin, Londres | 26 juin, Londres | 26 juin, Londres | 26 juin, Londres |  |  | 30 juin, Londres | 30 juin, Londres | 30 juin, Londres | 30 juin, Londres |
|  | 22 juin, Londres    | 22 juin, Londres | 22 juin, Londres    | 22 juin, Londres |            |            | 26 juin, Londres | 26 juin, Londres | 26 juin, Londres | 26 juin, Londres |  |  | 30 juin, Londres | 30 juin, Londres | 30 juin, Londres | 30 juin, Londres |
|  | 1er A               | Angleterre       | 0ap (4)             | 0ap (4)          |            |            | 26 juin, Londres | 26 juin, Londres | 26 juin, Londres | 26 juin, Londres |  |  | 30 juin, Londres | 30 juin, Londres | 30 juin, Londres | 30 juin, Londres |
|  | 1er A               | Angleterre       | 0ap (4)             | 0ap (4)          |            |            | 26 juin, Londres | 26 juin, Londres | 26 juin, Londres | 26 juin, Londres |  |  | 30 juin, Londres | 30 juin, Londres | 30 juin, Londres | 30 juin, Londres |
|  | 2e B                | Espagne          | 0 tab(2)            | 0 tab(2)         |            |            | 26 juin, Londres | 26 juin, Londres | 26 juin, Londres | 26 juin, Londres |  |  | 30 juin, Londres | 30 juin, Londres | 30 juin, Londres | 30 juin, Londres |
|  | 2e B                | Espagne          | 0 tab(2)            | 0 tab(2)         | Angleterre | Angleterre | 1ap (5)          | 1ap (5)          |                  |                  |  |  | 30 juin, Londres | 30 juin, Londres | 30 juin, Londres | 30 juin, Londres |
|  | 23 juin, Manchester |                  |                     |                  | Angleterre | Angleterre | 1ap (5)          | 1ap (5)          |                  |                  |  |  | 30 juin, Londres | 30 juin, Londres | 30 juin, Londres | 30 juin, Londres |
|  |                     |                  | Allemagne           | Allemagne        | 1 tab(6)   | 1 tab(6)   |                  |                  |                  |                  |  |  | 30 juin, Londres | 30 juin, Londres | 30 juin, Londres | 30 juin, Londres |
|  | 1er C               | Allemagne        | Allemagne           | Allemagne        | 1 tab(6)   | 1 tab(6)   | 2                | 2                |                  |                  |  |  | 30 juin, Londres | 30 juin, Londres | 30 juin, Londres | 30 juin, Londres |
|  | 1er C               | Allemagne        | 26 juin, Manchester |                  |            |            | 2                | 2                |                  |                  |  |  | 30 juin, Londres | 30 juin, Londres | 30 juin, Londres | 30 juin, Londres |
|  | 2e D                | Croatie          | 1                   | 1                |            |            |                  |                  |                  |                  |  |  | 30 juin, Londres | 30 juin, Londres | 30 juin, Londres | 30 juin, Londres |
|  | 2e D                | Croatie          | 1                   | 1                | Allemagne  | Allemagne  | 2 ap             | 2 ap             |                  |                  |  |  |                  |                  |                  |                  |
|  | 22 juin, Liverpool  |                  |                     |                  | Allemagne  | Allemagne  | 2 ap             | 2 ap             |                  |                  |  |  |                  |                  |                  |                  |
|  |                     |                  | Tchéquie            | Tchéquie         | 1          | 1          |                  |                  |                  |                  |  |  |                  |                  |                  |                  |
|  | 1er B               | France           | Tchéquie            | Tchéquie         | 1          | 1          | 0ap (5)          | 0ap (5)          |                  |                  |  |  |                  |                  |                  |                  |
|  | 1er B               | France           |                     |                  |            |            |                  |                  |                  |                  |  |  |                  |                  |                  |                  |
|  | 2e A                | Pays-Bas         | 0 tab(4)            | 0 tab(4)         |            |            |                  |                  |                  |                  |  |  |                  |                  |                  |                  |
|  | 2e A                | Pays-Bas         | 0 tab(4)            | 0 tab(4)         | France     | France     | 0ap (5)          | 0ap (5)          |                  |                  |  |  |                  |                  |                  |                  |
|  | 23 juin, Birmingham |                  |                     |                  | France     | France     | 0ap (5)          | 0ap (5)          |                  |                  |  |  |                  |                  |                  |                  |
|  |                     |                  | Tchéquie            | Tchéquie         | 0 tab(6)   | 0 tab(6)   |                  |                  |                  |                  |  |  |                  |                  |                  |                  |
|  | 1er D               | Portugal         | Tchéquie            | Tchéquie         | 0 tab(6)   | 0 tab(6)   | 0                | 0                |                  |                  |  |  |                  |                  |                  |                  |
|  | 1er D               | Portugal         |                     |                  |            |            |                  | 0                |                  |                  |  |  |                  |                  |                  |                  |
|  | 2e C                | Tchéquie         | 1                   | 1                |            |            |                  |                  |                  |                  |  |  |                  |                  |                  |                  |
|  | 2e C                | Tchéquie         | 1                   | 1                |            |            |                  |                  |                  |                  |  |  |                  |                  |                  |                  |
|  |                     |                  |                     |                  |            |            |                  |                  |                  |                  |  |  |                  |                  |                  |                  |

 = but en or

### Quarts de finale
Les Anglais et les Français se qualifient en sortant leurs adversaires aux tirs au but. Les Tchèques battent le Portugal (1-0) et les Allemands l'emportent contre les Croates (2-1).
| 22 juin 1996                      | Espagne                          | 0 - 0 a. p.       | Angleterre                             | Stade de Wembley, Londres                   |                                             |
| 15:00 · Historique des rencontres |                                  |                   |                                        | Spectateurs : 75 440 Arbitrage : Marc Batta | Spectateurs : 75 440 Arbitrage : Marc Batta |
| 15:00 · Historique des rencontres | (Rapport)                        |                   |                                        | Spectateurs : 75 440 Arbitrage : Marc Batta | Spectateurs : 75 440 Arbitrage : Marc Batta |
| 15:00 · Historique des rencontres | · Hierro · Amor · Belsué · Nadal | Tirs au but 2 - 4 | · Shearer · Platt · Pearce · Gascoigne | Spectateurs : 75 440 Arbitrage : Marc Batta | Spectateurs : 75 440 Arbitrage : Marc Batta |

| 22 juin 1996                      | France                                           | 0 - 0 a. p.       | Pays-Bas                                            | Anfield, Liverpool                                   |                                                      |
| 18:30 · Historique des rencontres |                                                  |                   |                                                     | Spectateurs : 37 465 Arbitrage : Antonio López Nieto | Spectateurs : 37 465 Arbitrage : Antonio López Nieto |
| 18:30 · Historique des rencontres | (Rapport)                                        |                   |                                                     | Spectateurs : 37 465 Arbitrage : Antonio López Nieto | Spectateurs : 37 465 Arbitrage : Antonio López Nieto |
| 18:30 · Historique des rencontres | · Zidane · Djorkaeff · Lizarazu · Guérin · Blanc | Tirs au but 5 - 4 | · de Kock · R. de Boer · Kluivert · Seedorf · Blind | Spectateurs : 37 465 Arbitrage : Antonio López Nieto | Spectateurs : 37 465 Arbitrage : Antonio López Nieto |

| 23 juin 1996                      | Allemagne                         | 2 - 1 | Croatie   | Old Trafford, Manchester                      |                                               |
| 15:00 · Historique des rencontres | Klinsmann 20e (pen.) · Sammer 59e |       | Šuker 51e | Spectateurs : 43 412 Arbitrage : Leif Sundell | Spectateurs : 43 412 Arbitrage : Leif Sundell |
| 15:00 · Historique des rencontres | (Rapport)                         |       |           | Spectateurs : 43 412 Arbitrage : Leif Sundell | Spectateurs : 43 412 Arbitrage : Leif Sundell |

| 23 juin 1996                      | Tchéquie     | 1 - 0 | Portugal | Villa Park, Birmingham                        |                                               |
| 18:30 · Historique des rencontres | Poborský 53e |       |          | Spectateurs : 26 832 Arbitrage : Hellmut Krug | Spectateurs : 26 832 Arbitrage : Hellmut Krug |
| 18:30 · Historique des rencontres | (Rapport)    |       |          | Spectateurs : 26 832 Arbitrage : Hellmut Krug | Spectateurs : 26 832 Arbitrage : Hellmut Krug |

### Demi-finales
Le sort des demi-finales se scelle aux tirs au but. Et les rôles sont inversés pour les qualifiés aux tirs au but des quarts de finale : les Français et les Anglais sont cette fois éliminés.
| 26 juin 1996                      | France                                                    | 0 - 0 a. p.       | Tchéquie                                             | Old Trafford, Manchester                        |                                                 |
| 16:00 · Historique des rencontres |                                                           |                   |                                                      | Spectateurs : 43 877 Arbitrage : Leslie Mottram | Spectateurs : 43 877 Arbitrage : Leslie Mottram |
| 16:00 · Historique des rencontres | (Rapport)                                                 |                   |                                                      | Spectateurs : 43 877 Arbitrage : Leslie Mottram | Spectateurs : 43 877 Arbitrage : Leslie Mottram |
| 16:00 · Historique des rencontres | · Zidane · Djorkaeff · Lizarazu · Guérin · Blanc · Pedros | Tirs au but 5 - 6 | · Kubík · Nedvěd · Berger · Poborský · Rada · Kadlec | Spectateurs : 43 877 Arbitrage : Leslie Mottram | Spectateurs : 43 877 Arbitrage : Leslie Mottram |

| 26 juin 1996                      | Allemagne                                           | 1 - 1 a. p.       | Angleterre                                                      | Stade de Wembley, Londres                    |                                              |
| 19:30 · Historique des rencontres | Kuntz 16e                                           |                   | Shearer 3e                                                      | Spectateurs : 75 862 Arbitrage : Sandor Puhl | Spectateurs : 75 862 Arbitrage : Sandor Puhl |
| 19:30 · Historique des rencontres | (Rapport)                                           |                   |                                                                 | Spectateurs : 75 862 Arbitrage : Sandor Puhl | Spectateurs : 75 862 Arbitrage : Sandor Puhl |
| 19:30 · Historique des rencontres | · Häßler · Strunz · Reuter · Ziege · Kuntz · Möller | Tirs au but 6 - 5 | · Shearer · Platt · Pearce · Gascoigne · Sheringham · Southgate | Spectateurs : 75 862 Arbitrage : Sandor Puhl | Spectateurs : 75 862 Arbitrage : Sandor Puhl |

### Finale
Les Allemands sont sacrés champions d'Europe pour la troisième fois en battant la Tchéquie (2-1) grâce à un but en or de Bierhoff marqué en début de prolongation, et après avoir été menés au score à l'heure de jeu.
| Titulaires : |  |
| |  |
| Andreas Köpke · Matthias Sammer 69e · Thomas Helmer 63e · Markus Babbel · Thomas Strunz · Mehmet Scholl 68e · Dieter Eilts 46e · Thomas Hässler · Christian Ziege 91e · Stefan Kuntz · Jürgen Klinsmann · |  |
| Remplaçants : |  |
| Marco Bode 46e · Oliver Bierhoff 68e · |  |
| Entraîneur : |  |
| Berti Vogts |  |

| Titulaires : |  |
| |  |
| Petr Kouba · Karel Rada · Miroslav Kadlec · Jan Suchopárek · Michal Horňák 47e · Pavel Nedvěd · Radek Bejbl · Karel Poborský 86e · Jiří Němec · Patrik Berger · Pavel Kuka · |  |
| Remplaçants : |  |
| Vladimír Šmicer 86e · |  |
| Entraîneur : |  |
| Dušan Uhrin |  |

| Titulaires : |  |
| |  |
| Andreas Köpke · Matthias Sammer 69e · Thomas Helmer 63e · Markus Babbel · Thomas Strunz · Mehmet Scholl 68e · Dieter Eilts 46e · Thomas Hässler · Christian Ziege 91e · Stefan Kuntz · Jürgen Klinsmann · |  |
| Remplaçants : |  |
| Marco Bode 46e · Oliver Bierhoff 68e · |  |
| Entraîneur : |  |
| Berti Vogts |  |

| Titulaires : |  |
| |  |
| Petr Kouba · Karel Rada · Miroslav Kadlec · Jan Suchopárek · Michal Horňák 47e · Pavel Nedvěd · Radek Bejbl · Karel Poborský 86e · Jiří Němec · Patrik Berger · Pavel Kuka · |  |
| Remplaçants : |  |
| Vladimír Šmicer 86e · |  |
| Entraîneur : |  |
| Dušan Uhrin |  |

## Bilan et récompenses

### Les 22 champions d'Europe
| - Oliver Kahn - Andreas Köpke - Oliver Reck | - Markus Babbel - Thomas Helmer - Jürgen Kohler - Stefan Reuter - Matthias Sammer - René Schneider | - Mario Basler - Marco Bode - Dieter Eilts - Steffen Freund - Thomas Hässler - Andreas Möller - Mehmet Scholl - Thomas Strunz - Christian Ziege | - Fredi Bobic - Oliver Bierhoff - Jürgen Klinsmann - Stefan Kuntz |

### Hommes du match

#### 2 fois
- Matthias Sammer
- David Seaman
- Hristo Stoitchkov
- Karel Poborský

#### 1 fois
| - Dieter Eilts - Jürgen Klinsmann - Andreas Köpke - Alan Shearer - Teddy Sheringham - Robert Prosinečki - Davor Šuker - Brian Laudrup | - Peter Schmeichel - Gary McAllister - Stuart McCall - Sergi Barjuan - José Luis Caminero - Laurent Blanc - Youri Djorkaeff - Bernard Lama | - Pierluigi Casiraghi - Dennis Bergkamp - Fernando Couto - João Pinto - Radek Bejbl - Miroslav Kadlec - Vladimír Šmicer |

### Meilleur joueur
Matthias Sammer est élu meilleur joueur du tournoi.

### Joueur clé
L'UEFA a désigné l'allemand Matthias Sammer comme joueur clé de la compétition.

### Équipe UEFA du tournoi
Après le tournoi, l'équipe technique de l'UEFA désigne l'équipe-type de cet Euro.
| Gardiens                   | Défenseurs                                                                 | Milieux                                                                               | Attaquants                                                           |
| -------------------------- | -------------------------------------------------------------------------- | ------------------------------------------------------------------------------------- | -------------------------------------------------------------------- |
| David Seaman Andreas Köpke | Radoslav Látal Laurent Blanc Marcel Desailly Matthias Sammer Paolo Maldini | Didier Deschamps Steve McManaman Paul Gascoigne Rui Costa Karel Poborský Dieter Eilts | Alan Shearer Hristo Stoichkov Davor Šuker Youri Djorkaeff Pavel Kuka |

### Meilleurs buteurs

#### 5 buts
- Alan Shearer

#### 3 buts
- Jürgen Klinsmann
- Davor Suker
- Brian Laudrup
- Hristo Stoitchkov

## Divers
Le 15 juin 1996, lors du Championnat, l'IRA provisoire commet un attentat dans le centre de Manchester, une des villes d'accueil, en y faisant exploser un camion piégé de 1,5 t d'explosifs, blessant 206 personnes (pas de morts car le quartier avait pu être évacué à temps).

## Liste des diffuseurs
- En France — TF1, France Télévisions
- Au Royaume-Uni — BBC